# Раджа Чарі
Раджа Джон Вурпутур Чарі (народився 24 червня 1977; полковник, ВПС США) — американський льотчик-випробувач і астронавт НАСА.

## Біографія

### Ранні роки
Чарі народився 24 червня 1977 року в штаті Вісконсин. Він виріс у Сідар-Фолс, штат Айова. У 1999 році він закінчив Військово-Повітряну академію США зі ступенем бакалавра в галузі астронавтики та інженерних наук, а також зі ступенем магістра математики. Він отримав стипендію в Лабораторії Чарльза Старка Дрейпера в Массачусетському технологічному інституті, де вивчав автоматизоване орбітальне зближення та отримав ступінь магістра в галузі астронавтики та аеронавтики.
Закінчив Школу льотчиків-випробувачів ВМС США в Патаксент-Рівер, штат Меріленд.

### Кар'єра в НАСА
У 2017 році Чарі був відібраний до 22-ї групи астронавтів НАСА.
У 2020 був обраний для польотів за програмою Артеміда і призначений командиром місії SpaceX Crew-3, запуск якої запланований на 7 листопада 2021 року.

### Сім'я
Одружений з Холлі Шаффтер Чарі, має трьох дітей.